# Semen (Paron)
Semen is een bestuurslaag in het regentschap Ngawi van de provincie Oost-Java, Indonesië. Semen telt 11.374 inwoners (volkstelling 2010).